# 解放塔

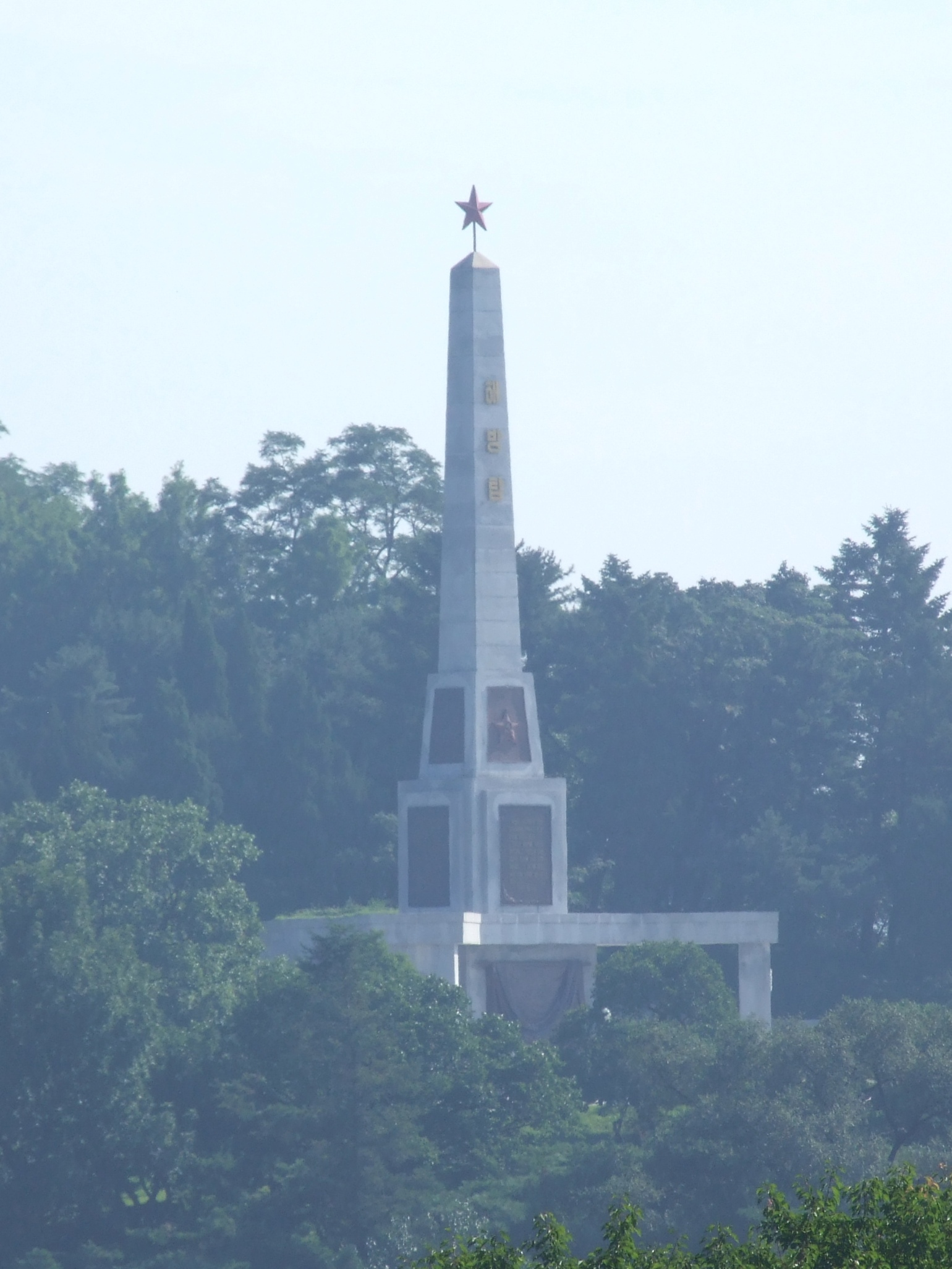
解放塔

解放塔（かいほうとう）は、朝鮮民主主義人民共和国（北朝鮮）の平壌市にある記念建築物。

## 概要

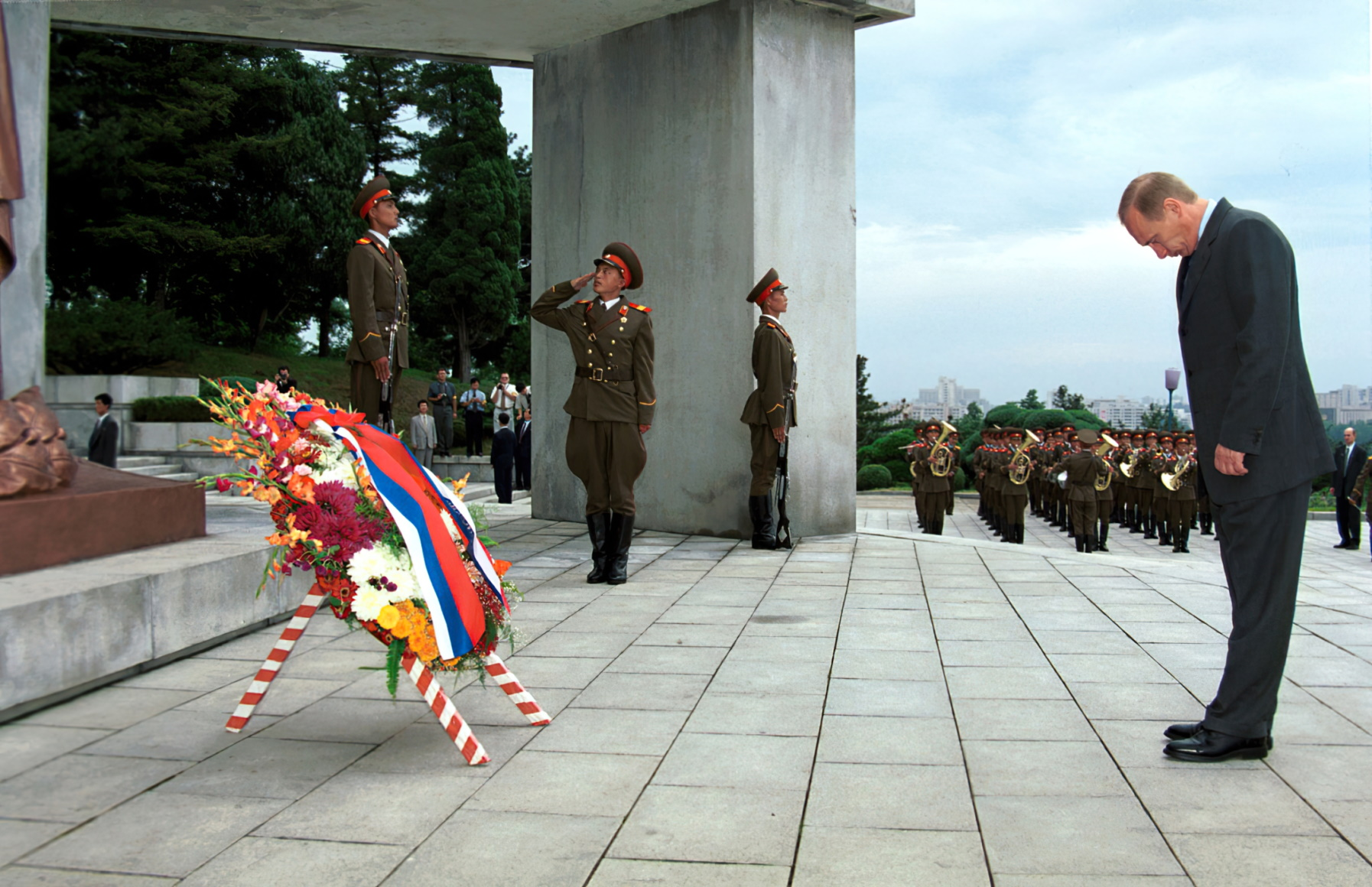
解放塔に花輪を捧げるロシアのウラジーミル・プーチン大統領

解放塔は、1945年8月15日に日本の敗戦により朝鮮半島の38度線の北部をソ連軍が解放したことを記念して、1946年8月15日に平壌市の牡丹峰の南麓に建立された。祖国解放40周年の1985年8月に改築された。
解放塔は「ソ朝親善」（ロ朝親善）の象徴として現在でも定期的に、駐北朝鮮ロシア大使館員は朝鮮解放の戦闘で戦死したソ連軍の軍人を追悼して解放塔に花輪を献じている。このほか、平壌市寺洞区域にある「ソ連軍烈士の墓」にも花輪と花束を献じている。

## 歴史の歪曲
北朝鮮では1960年代以降に金日成の個人崇拝が強化され、朝鮮半島の38度線の北部はソ連軍ではなく金日成将軍が率いる「朝鮮人民革命軍」（朝鮮人民軍の前身）によって解放されたと放送、書籍などのメディアで宣伝されるようになり、歴史を歪曲してきた。結果、北朝鮮の正史と矛盾し、対ロ関係上撤去するわけにもいかない解放塔は当局にとって厄介な存在となり、現在の北朝鮮のメディアではほとんど取り上げられなくなっている。